# 希腊正教会圣尼古拉堂

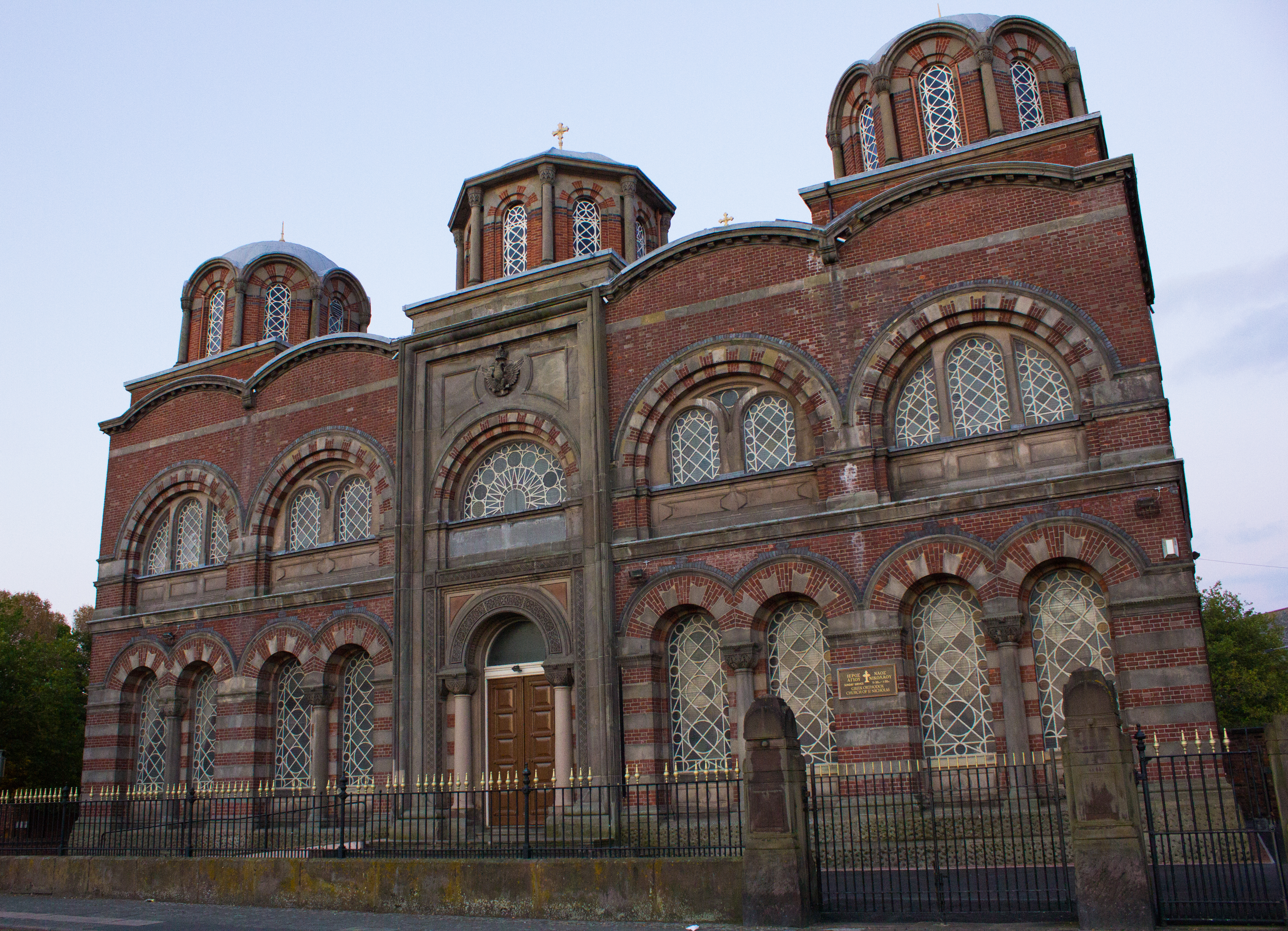
希腊正教会圣尼古拉堂

希腊正教会圣尼古拉堂（Greek Orthodox Church of St Nicholas）是英国利物浦的一座II级登录建筑，位于托克斯泰斯区的贝克莱街与王子路路口，建于1870年，新拜占庭建筑风格，建筑师W. & J. Hay。外观非常华丽，它是君士坦丁堡的圣 Theodore教堂（现在改成维法教堂清真寺）的放大版本。
圣尼古拉堂所在的托克斯泰斯区，在利物浦的全盛时期，充满了富商的豪宅，和华丽的宗教场所，旨在显示工业大亨的财富和地位。紧邻圣尼古拉堂的是王子路犹太会堂和法国早期哥特式风格的威尔士长老会教堂.